# Johan Caspar Schönbeck
Johan Caspar Schönbeck, född den 31 juli 1748 i Båstad, död den 23 juni 1822 i Lund, var en svensk kirurg.
Schönbeck var verksam som stadsfältskär, senare som akademikirurg och stadsfysiker.
Johan Caspar Schönbeck var son till domkyrkoklockaren Caspar Schönbeck och Apollonia Rohlin (1728-1816) samt farbror till prosten Henrik Schönbeck. Han var gift med Ingrid Christina Böös (1756-1825). De var föräldrar till läkaren och titulärprofessorn Carl Gustaf Schönbeck.